# Kubanochoerus
Il kubanochero (gen. Kubanochoerus) è un suide estinto, vissuto nel Miocene superiore in Eurasia (circa 12-6 milioni di anni fa).

## Un "maiale" con un corno
La testa di questo parente fossile del cinghiale era inconfondibile, in quanto dotata di due piccole corna al di sopra delle orbite e di un grande corno centrale, che si proiettava dalla parte anteriore del cranio degli esemplari maschi. Si presume che questa grossa struttura fosse utilizzata nei combattimenti intraspecifici tra maschi, per la conquista delle femmine o per la supremazia del branco. La specie più grande, Kubanochoerus gigas, era dotata di lunghe zampe, alta fino a un metro al garrese e in vita doveva pesare fino a 500 chilogrammi. I principali ritrovamenti fossili sono avvenuti in Georgia e Cina.

## Specie di altri generi?
La specie K. massai della Libia fu in principio ritenuta una specie africana di questo genere: il primo esemplare rinvenuto era chiaramente dotato delle caratteristiche corna sopraorbitali, ma era sprovvisto del grande corno centrale; gli scienziati, quindi, ritennero che fosse una femmina. Recentemente, però, questa specie è stata classificata in un genere a parte, Libyochoerus. Successivamente anche alcune specie del genere Megalochoerus sono state ascritte a questo genere, anche se molti paleontologi dissentono da questa interpretazione.